# Akodon affinis
El Ratón de hierba colombiano  (Akodon affinis) es una especie de roedor en la familia Cricetidae. Se encuentra solo en Colombia.